# Milan Jirásek
Milan Jirásek (Chrudim, 14 maggio 1992) è un calciatore ceco, centrocampista  del Viktoria Žižkov.

## Carriera
Nel luglio 2008 è ingaggiato nelle giovanili dell'Inter, rilevandolo da quelle dello Sparta Praga. Nel 2010 va in prestito al Sassuolo in Serie B. Tornato all'Inter, vince il Torneo di Viareggio 2011.
A luglio 2011 ha fatto ritorno verso il club d'origine, con il quale collezionerà due presenze nella Gambrinus liga.

Nel gennaio del 2013 viene girato in prestito al FK Senica, club nel quale giocherà con una certa continuità nella massima serie slovacca.
Qui in un anno e mezzo gioca 41 partite e segna 3 gol. Nell'estate del 2014 passa al Teplice. Dopo 5 partite si trasferisce al Banik Ostrava.

## Palmarès

### Club

#### Competizioni giovanili
- Torneo di Viareggio: 1

Inter: 2011